# Kofi Sarkodie
Kofi Sarkodie (n. Huber Heights, Ohio, Estados Unidos, el 22 de marzo de 1991) es un futbolista estadounidense que juega como defensa para el Houston Dynamo de la Major League Soccer. Sarkodie tiene pasaportes de Ghana y de los Estados Unidos. Sus hermanos Kwame Sarkodie y Ofori Sarkodie también son futbolistas.

## Trayectoria

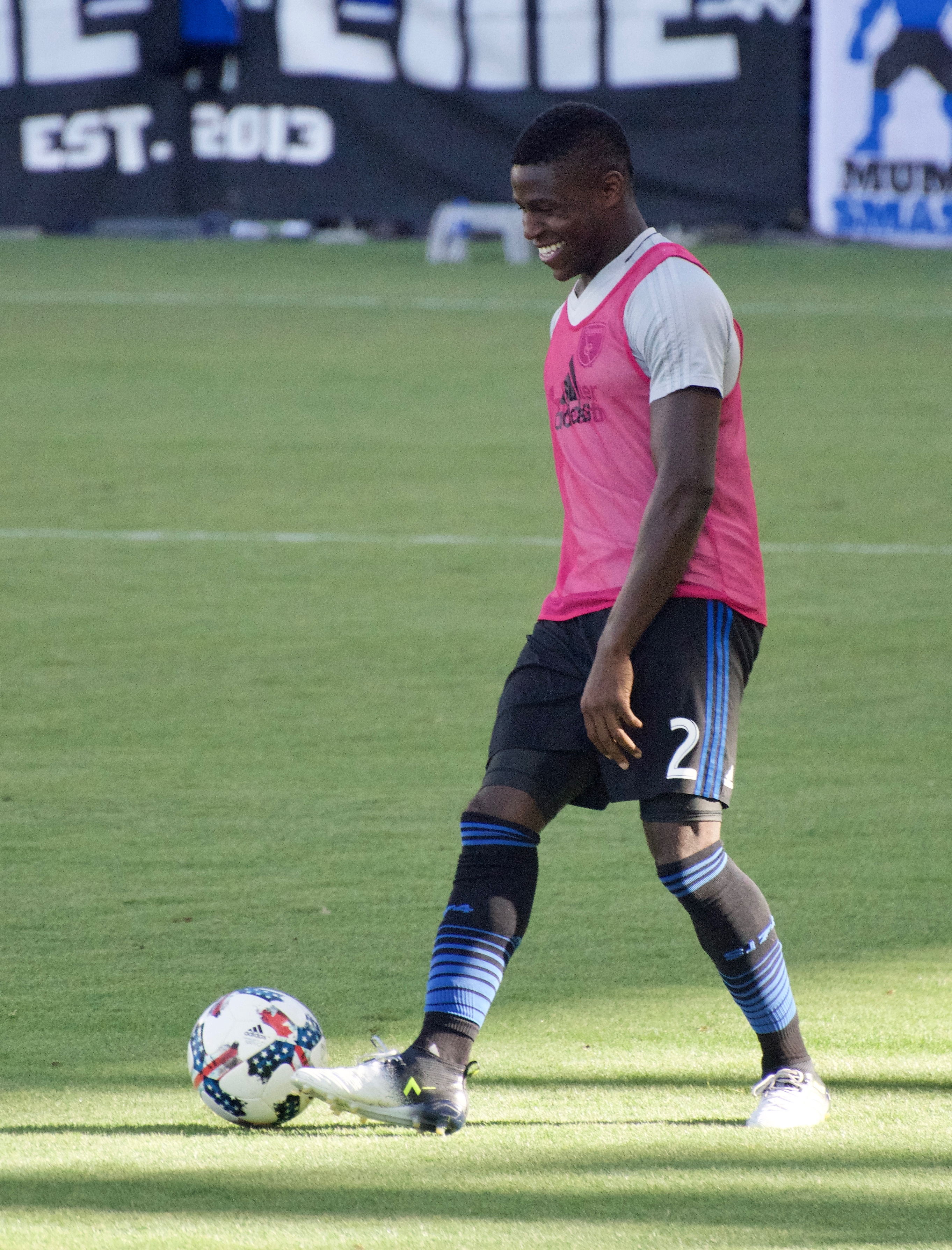
Kofi Sarkodie

### Carrera universitaria
Luego de graduarse de la Academia de Fútbol IMG en 2008, Sarkodie entró a la Universidad de Akron. Sarkodie jugó los 23 partidos de la universidad en su primer año, anotando su primer gol en su debut contra la Universidad de Notre Dame. Ese año fue incluido en el equipo Soccer America All-Freshman (Equipo Estelar de los jugadores de primer año) y en el equipo estelar de la Mid-American Conference (MAC). Durante su segundo año, ganó más premios y volvió a ser nombrado al equipo estelar de la MAC. El año 2010 fue su año revelación. El 19 de octubre anotó su primera tripleta contra la Universidad de Míchigan. Ese año terminó la temporada con 8 goles y 6 asistencias, ganando el College Cup con los Akron Zips. Ese año Sarkodie recibió el premio ESPN Academic All-America of the Year, NSCAA All-America First Team, Soccer America Player of the Year, Top Drawer Soccer Team of the Season First Team, College Soccer News All-America First Team, College Cup Most Outstanding Defensive Player, College Cup All-Tournament Team, y fue nombrado por tercera vez consecutiva al Equipo estelar de la MAC.
Mientras estaba en la universidad, Sarkodie también era miembro de los Michigan Bucks de la USL Premier Development League, pero nunca jugó ningún partido oficial con el club.

### Houston Dynamo
Sarkodie fue seleccionado en la primera ronda del MLS SuperDraft 2011 por el Houston Dynamo. Sarkodie se quedó con el club y debutó como profesional el 25 de marzo de 2011 en un partido contra Seattle Sounders.

### Con la Selección de Estados Unidos
El 6 de enero de 2012, Sarkodie fue llamado por el entrenador de la selección estadounidense sub-23, Caleb Porter, al campamento del mes enero en preparación para el torneo preolímpico de la CONCACAF. Sarkodie debutó y jugó los 90 minutos del primer partido amistoso del 2012 contra la selección sub-23 de México. Estados Unidos terminaría ganando el partido 2-0. El 12 de marzo de 2012, Sarkodie fue llamado al grupo preliminar de 19 jugadores que conformaría el equipo que enfrentará las eliminatorias de la CONCACAF para las Olimpiadas en Londres.